# 石海椒属
石海椒属（学名：Reinwardtia）是亚麻科下的一个属，为灌木植物。该属共有2种，分布于印度北部至中国。

## 下属物种
本属包括以下物种：
- Reinwardtia cicanoba (Buch.-Ham. ex D.Don) Hara，也拼作R. cicanoloba
- 腺苞石海椒 Reinwardtia glandulifera Y.H.Tan, S.S.Zhou & B.Yang[3]
- 石海椒 Reinwardtia indica Dum.